# Erik Zürcher

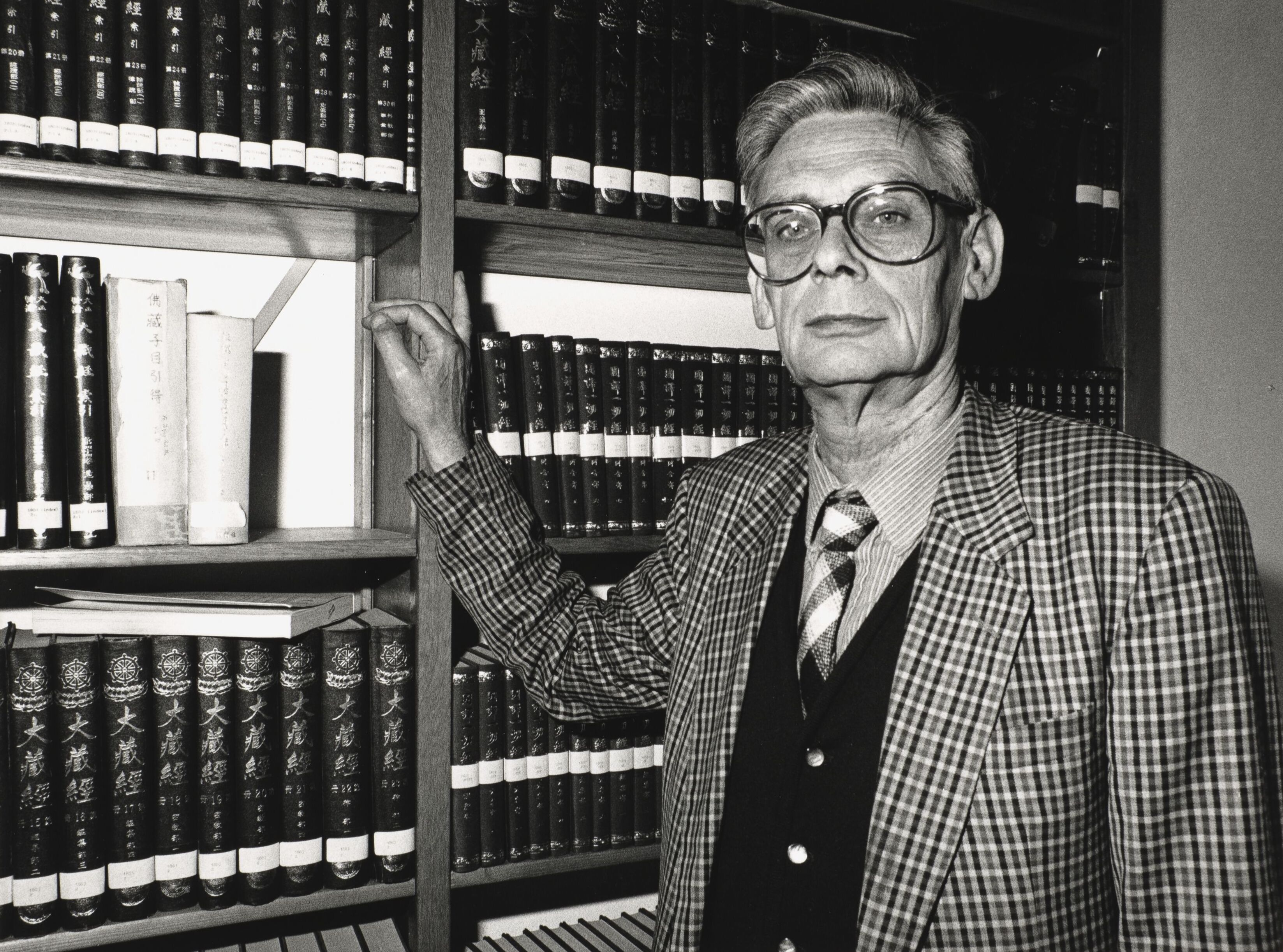
Erik Zürcher (1991)

Erik Zürcher (* 13. September 1928 in Utrecht; † 7. Februar 2008 in Warmond) war ein niederländischer Sinologe.
Er war Professor emeritus für Ostasien-Geschichte an der Universität Leiden, von 1974 bis 1990 war er hier Direktor des Instituts für Sinologie.
Er verfasste wichtige Studien zur frühen Aufnahme außerkultureller komplexer Denkmodelle im vormodernen China, insbesondere zum Buddhismus, Ming-Christentum und zur chinesischen Rezeption der Jesuiten-Mission im 17. Jahrhundert.
Er war einer der Herausgeber des Handbuchs der Orientalistik.
1975 wurde er Mitglied der Königlich Niederländischen Akademie der Wissenschaften und 1990 der Academia Europaea.
Sein Sohn Erik-Jan Zürcher (* 1953) ist Professor für türkische Sprache und Kultur an der Universität Leiden.

## Werke
- The Buddhist Conquest of China, Brill 1972 (Online)
- Norms and the State in China (als Mitherausgeber), Brill 1993
- Time and Space in Chinese Culture (als Mitherausgeber), Brill 1995